# Hymenoplia theryi
Hymenoplia theryi är en skalbaggsart som beskrevs av Escalera 1934. Hymenoplia theryi ingår i släktet Hymenoplia och familjen Melolonthidae. Inga underarter finns listade i Catalogue of Life.